# Укой (мыс)
Укой — мыс на западе Охотского моря, в 127 км к юго-западу от села Аян Аяно-Майского района Хабаровского края России. Находится на территории Джугджурского заповедника.
Отличается узостью и крутизной, состоит из высоких и выпуклых камней. К западу от мыса расположен залив Укой. Средние глубины — 17 метров.

## История
Российские и американские китобойные суда курсировали за гренландскими китами у мыса в 1850-х и 1860-х годах. Они также бросали якорь у мыса, чтобы добыть воду и древесину.